# کرونیکل بوکس
کرونیکل بوکس (انگلیسی: Chronicle Books) شرکت انتشارات آمریکایی است، که در سال ۱۹۶۷ تأسیس شد.